# 金沙江创业投资基金
金沙江创业投资基金簡稱金沙江創投或金沙江創業投資(GSR Ventures)，是一家企業早期投资基金、私募股權基金和早期风险投资机构，同时管理美元与人民币基金。

## 历史
于2004年10月在美国设立。2006年6月，金沙江创业投资基金在北京設立立代表处。淡马锡曾經向該基金注資。金沙江创业投资基金投资過的项目有百合网等公司。

## 外部連結
- 官方网站